# Culture de Sini Gaï
La culture de Sini Gaï (en russe : Синегайская культура, Sinégaïskaïa Koultoura) est une culture de l'âge du Bronze du Primorié se situe dans la plaine du Khanka (kraï de l'Oussouri). Elle prend place du Xe siècle av. J.-C. jusqu'au Ve siècle av. J.-C. La culture de Sini Gaï est nommé d'après le village de Sini Gaï dans le raïon de Tchernigovka.

## Histoire
La culture s'étale sur la première moitié du Ier millénaire av. J.-C., apparaissant à la fin du IIe millénaire ou au début du Ier millénaire dans la plaine du Khanka,,.

## Modes de vie
Elle est caractérisée par des villages en terrasses sur des collines, avec de grandes habitations. L'économie est axée sur la culture du mil, la chasse, et la pêche dans les rivières et le lac Khanka. Cette culture est dotée de nombreuses armes et les villages de fortifications avec des remparts et fossés, prouvant que des intrigues militaires ont pu avoir lieu dans la région à cette époque. De nombreux sites ont été découverts, parmi lesquels celui de Sini Gaï, ̩habité depuis la culture de Zaïssanovka, mais aussi vers Roubinovka (raïon de Pogranitchny), ou sur les bords du lac Khanka (site Kharinskaïa / de Kharine),,.
Les peuples de la culture étaient engagés dans l'agriculture, avec des moulins à grains, cultivant mil et riz noir (Setária itálica subsp. italica). Des couteaux de récoltes, des mortiers et pilons le prouvent. L'élevage était principalement axé sur celui des porcs, mais celui des bovins a aussi commencé. Il y avait aussi dans la pêche et la chasse. Ils avaient des rites envers les animaux, et possédaient pour la première fois dans la région un calendrier lunaire, trouvé à Sini Gaï, sûrement importé via les échanges de Chine. Enfin, on sait que le cochon était vénéré, comme l'atteste une sépulture d'un cochon allongé sur le dos à Sini Gaï, mais aussi des pendentifs à son effigie. Il est possible que blaireau et le cerf, dont des sépultures ont été retrouvées, étaient eux aussi vénérés,,.

## Sites et fouilles
Le site de Sini Gaï est l'un des plus importants, avec 21 objets en bronze excavés, dont des disques et des outils. On a aussi trouvé des armes, avec des arcs, des flèches, des poignards et aussi des boucliers, sans compter les nombreux outils de la vie quotidienne. Certains poignards évoquent d'ailleurs des échanges avec la culture du Karassouk en Asie centrale. Pour l'agriculture, on a retrouvé un soc de charrue et quelques autres outils agricoles. Enfin, des objets servant sûrement de jouets ont été trouvés. Pour le site de Kharine, il était situé sur une colline, colline entourée d'un fossé artificiel. Les habitations étaient très proches, et les murs pour la première fois en pierre pour les habitations. Dans une habitation, le toit était en voûte,,.
Les principaux sites de la culture sont : 
- Sini Gaï-A 2
- Novokheorkhievka
- Tcherniatino
- Sinelnikovo
- Zolotoï Kolos
- Novosselychtche